# Melanopsidium
Melanopsidium là một chi thực vật có hoa trong họ Thiến thảo (Rubiaceae).

## Loài
Chi Melanopsidium gồm các loài: